# Jogoloyo (Wonosalam)
Jogoloyo is een bestuurslaag in het regentschap Demak van de provincie Midden-Java, Indonesië. Jogoloyo telt 5974 inwoners (volkstelling 2010).